# Hong Kong Open 1978
L'Hong Kong Open 1978 è stato un torneo di tennis giocato sul cemento. È stata la 5ª edizione dell'Hong Kong Open che fa del Colgate-Palmolive Grand Prix 1978. Si è giocato a Hong Kong dal 13 al 19 novembre 1978.

## Campioni

### Singolare
Eliot Teltscher ha battuto in finale  Pat Du Pré con il punteggio di 6–4, 6–3, 6–2

### Doppio
Mark Edmondson /  John Marks hanno battuto in finale  Hank Pfister /  Brad Rowe con il punteggio di 5–7, 7–6, 6–1